# Jamie McLeary

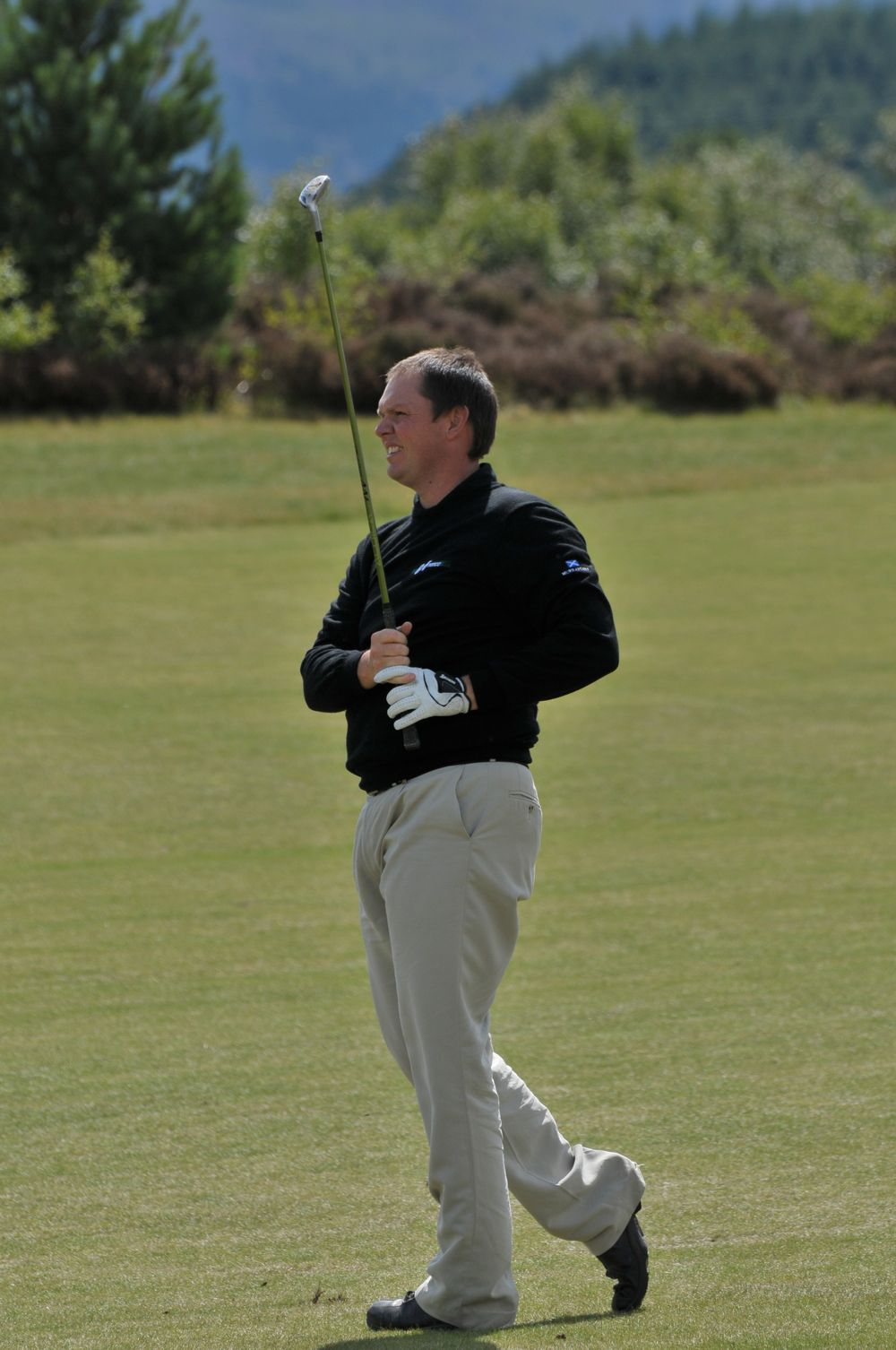
Op weg naar de overwinning in 2009

Jamie McLeary (Peterhead, 12 april 1981) is een golfprofessional uit Schotland.

## Amateur
Als 12-jarig jongetje begon Jamie met golf. Zijn grote idool was Greg Norman, die dat jaar het Brits Open won. Hij werd de beste amateur van Engeland en later van Europa volgens Golfweek Magazine USA.  

McLeary zat van 1997 - 2005 in de nationale selectie.

#### Gewonnen
- 2004: St Andrews Trophy

#### Teams
- Eisenhower Trophy: 2004
- St Andrews Trophy: 2004 (winnaars)

## Professional
McLeary werd in 2006 professional, nadat hij in 2003, 2004 en 2005 al naar de Tourschool was gegaan om ervaring op te doen en misschien een tourkaart te halen. On 2007 lukte het uiteindelijk om een plaats in categorie 13 te krijgen, waardoor je maar een paar toernooien kan spelen. In 2008 kwalificeerde hij zich tijdens het Madeira Island Open  voor het eerst voor het weekend, en in augustus 2009 behaalde hij zijn eerste overwinning op de Europese Challenge Tour (CT) waardoor hij op de Order of Merit op de 24ste plaats eindigde.

#### Gewonnen
Challenge Tour
- 2009: Scottish Hydro Challenge (-8)
- 2012: Tourschool (Stage 2 op El Saler)
- 2015: KPMG Trophy (-13)